# 5501-es mellékút (Magyarország)
Az 5501-es mellékút egy közel 70 kilométeres hosszúságú, négy számjegyű mellékút Bács-Kiskun vármegye déli részén; a szerb határ közelében fekvő településeken húzódik végig, a vármegye keleti szélétől, annak nyugati széléhez közel fekvő Bajáig. Kezdőpontja ugyan Csongrád-Csanád vármegye határvonalán helyezkedik el, de ezt leszámítva végig bácskai területen húzódik. Érdekessége, hogy jelentős hossza ellenére kezdő- és végpontjánál is ugyanazon úthoz csatlakozik, gyakorlatilag a vármegyehatár és Baja közötti, az 55-ös főút által nem érintett települések legfontosabb útja.

## Nyomvonala
Öttömös és Kelebia határvonalán indul, az 55-ös főútból kiágazva, annak a 41+250-es kilométerszelvényénél, dél-délnyugat felé; Öttömöst (és Csongrád-Csanád vármegyét) ennél jobban nem is érinti. 4,2 kilométer után egy elágazáshoz ér: kelet felől az 5509-es út torkollik bele. Elhalad egy tórendszer tóegységei között, majd kissé nyugatabbnak fordul, 6,5 kilométer után pedig beér Kelebia házai közé, a Bajcsy-Zsilinszky Endre utca nevet felvéve. 7,3 kilométer után keresztezi a Budapest–Kelebia-vasútvonal vágányait, Kelebia vasútállomás térségének északi széle mellett, majd kiágazik belőle az állomást kiszolgáló 55 302-es számú mellékút. 8,9 kilométer után hagyja el a falu legnyugatibb házait, s ugyanott el is hagyja a települést.
Tompa határai közt folytatódik, eleinte külterületek közt, majd miután elhagyja az 53-as főúttal való, körforgalmú kereszteződését – mely kevéssel a főút 86. kilométere előtt található – szórványosan lakott településrészek közé ér. Tompa központját ugyan dél felől elkerüli, de 13,5 kilométer után elhalad a templommal is rendelkező Bárómajor településrész mellett, és még további bő öt kilométeren át a település határai között marad.
17,9 kilométer után szeli át Csikéria határát, délnyugatnak fordulva, ugyanott beletorkollik 10,5 kilométer megtétele után a Mélykúttól idáig húzódó 5502-es út. Nagyjából a 20. és 21. kilométere között Bácsszőlős határszélét követi, majd délebbnek fordul, s azzal ismét teljesen csikériai területre ér, sőt egyből belterületen folytatódik. Ugyanott kiágazik belőle délnyugati irányban az 5507-es út, Bácsszőlős központja felé. Az észak-déli irányban hosszan elnyúló Csikéria házai között előbb a Zöldfasor utca, majd a Kossuth Lajos utca nevet viseli, így keresztezi kevéssel a 24. kilométere után az egykor Szabadkáig vezető mai Bátaszék–Kiskunhalas-vasútvonal még megmaradt csikériai szakaszának vágánymaradványait, és így éri el nem sokkal arrébb a község déli részét is. Ott kiágazik belőle kelet felé az 55 108-as számú mellékút – ez régebben ugyancsak egészen Szabadkáig vezetett, ma már csak az országhatár térségéig –, az 5501-es pedig nyugatnak fordul. Utolsó belterületi szakasza a Széchenyi István utca nevet viseli, így lép ki a faluból, nagyjából a 25. kilométerénél.
26,1 kilométer után Bácsszőlős területén folytatódik, nyugat felé, majd egy újabb irányváltással kicsit északabbi irányba, így a 28. kilométerét elhagyva újból keresztezi a vasút maradványait, Csikéria, Vörös erdő buszmegálló mellett. A 30+850-es kilométerszelvényénél egy újabb elágazáshoz ér: kelet felől visszatorkollik bele az 5507-es út, dél felé pedig az 55 107-es számú mellékút ágazik ki belőle, Kunbaja központja irányában. A kereszteződést elhagyva az út már Bácsalmás határai közt halad tovább, újból többé-kevésbé nyugati irányt követve. A 33+850-es kilométerszelvényénél keresztezi a Bátaszék–Kiskunhalas-vasútvonal mai nyomvonalát, még külterületen, a város szélét kevéssel a 35. kilométere előtt éri el.
Első városon belüli szakasza a Backnang út nevet viseli, Bácsalmás németországi (baden-württembergi) testvérvárosának tiszteletére. Nagyjából 700 méter után találkozik a Kalocsa térségétől egészen az országhatárig húzódó 5312-es úttal, ott északnak fordul, ezáltal két útnak itt egy rövid közös szakasza következik, a kilométer-számozás tekintetében ellentétes irányban, Damjanich János utca néven, az 5312-es itt valamivel több mint 60 kilométer megtételén van túl kalocsai kezdőpontjától számítva. Kevesebb, mint 250 méter után különválnak, s az 5501-es még a 36. kilométere előtt újból nyugatnak fordul, a Szent János utca nevet felvéve. Végighalad a város központján, majd 36,9 kilométer után beletorkollik észak felől az 5503-as út, mely az 55-ös főút tataházai szakaszával köti össze a várost. 37,6 kilométer után elhagyja a lakott területet, 38,9 kilométer után ismét keresztezi a vasutat, 39,8 kilométer után pedig ismét egy elágazáshoz ér: ott az 5508-as út ágazik ki belőle délnyugat felé, Katymár-Bácsborsód irányába. 42,8 kilométer után újból keresztezi a vasutat – ezúttal is nyílt vonali szakaszon – és már 45,5 kilométer teljesítésén is túl jár, amikor elhagyja Bácsalmás területét.
Bácsbokod határai között folytatódik, ahol 49,1 kilométer után ismét egy elágazása következik: ott északkelet felől torkollik bele az 5504-es út, mely Tataházától vezet a településre. Majdnem pontosan az 50. kilométerénél éri el Bácsbokod első házait, ott a Hunyadi János utca nevet veszi fel; a község keleti részén végighúzódó Bácsbokodi-Kígyós csatorna fölött már ezen a néven halad el. 50,7 kilométer után, a település központjában keresztezi az 5505-ös utat (amely az 55-ös csávolyi szakaszát köti össze Csátaljával), kevéssel annak 8. kilométere után, majd változatlan néven halad tovább a lakott terület nyugati széléig, amit nagyjából 51,8 kilométer után ér el.
Az 57. kilométere táján az út ismét a vasútvonal mellé simul, majd nagyjából fél kilométer után újra keresztezi azt, így amikor – Bácsbokod, Vaskút és Baja hármashatára közelében belép Baja határai közé (Vaskutat ennél jobban nem közelíti meg, közúti kapcsolata sincs a nagyközség lakott területével), majd rögtön utána elhalad Mátéházapuszta vasútállomás térsége mellett, már újból a vágányok déli oldalán húzódik. 65,5 kilométer után éri el a város délkeleti iparterületeit, ahol északnak fordul és a Keleti körút nevet veszi fel, majd szűk két kilométerrel arrébb, utoljára még egyszer keresztezi a vasutat. Baján számottevő lakott területet nem érint. Az 55-ös főútba visszacsatlakozva ér véget, annak a 98+500-as kilométerszelvénye közelében létesült körforgalomba beletorkollva; ugyanabba a körforgalomba csatlakozva ér véget az ellenkező irányból, észak felől az 511-es főút is.
Teljes hossza, az országos közutak térképes nyilvántartását szolgáló kira.gov.hu adatbázisa szerint 68,270 kilométer.

## Települések az út mentén
- (Öttömös)
- Kelebia
- Tompa
- Csikéria
- Bácsszőlős
- Bácsalmás
- Bácsbokod
- Baja